# Mišo Kovač
Mate Mišo Kovač, hrvaški pevec, * 16. julij 1941, Šibenik, Hrvaška.
Večino besedil njegovih del je napisal Đorđe Novković, npr. Ostala si uvijek ista itd.
1. ↑  Hrvatski biografski leksikon — 1983.
2. ↑  Biografija Miše Kovača („Biografija.org”, 02. januar 2019)